# CJ The DJ
CJ the DJ er en animeret tv-serie og sitcom oprettet første gang på ABC3. Showet blev skabt af Stu Connolly og Mark Gravas. 52 afsnit blev produceret til den første sæson. To afsnit sendes ofte sammen, hvilket skaber et indtryk af, at der kun er seksogtyve afsnit i den første sæson.

## Karakterer
- Cathleen Jones aka CJ —  er Charley Jones' ældre søster. Hun er en 13-årig pige, der ønsker at blive DJ. Hun elsker ikke at være som alle andre og har et unikt syn på verden.
- Si er CJs bedste ven og nabo, han er en født musiker og har en passion for klassisk musik. Hans baggrund er newzealænder.

 Der er for få eller ingen kildehenvisninger i denne artikel, hvilket er et problem. Du kan hjælpe ved at angive troværdige kilder til de påstande, som fremføres i artiklen.